# Peerless Pool

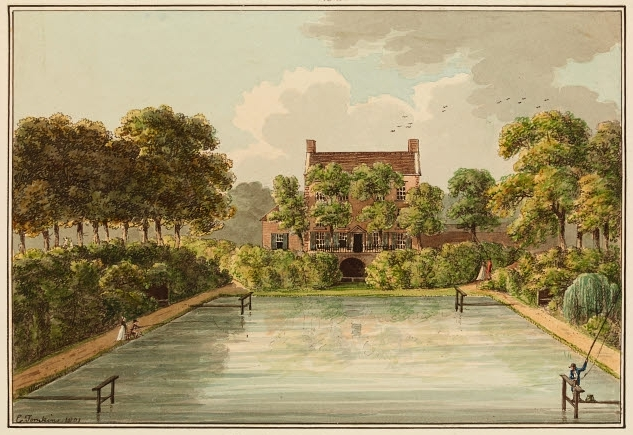
Der Peerless Pool im Jahre 1801, kolorierte Zeichnung von Charles Tomkins

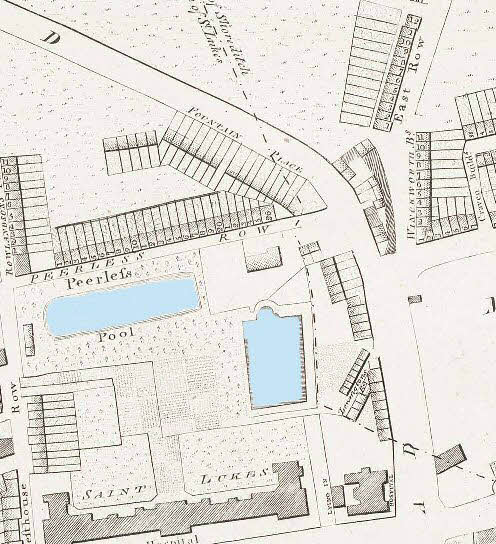
Lage des Pools auf einem zeitgenössischen Stadtplan (etwa 1800)

Der Peerless Pool war das erste öffentliche Schwimmbad in London. Es befand sich im heutigen London Borough of Islington und war von 1743 bis 1850 in Betrieb.

## Geschichte und Beschreibung

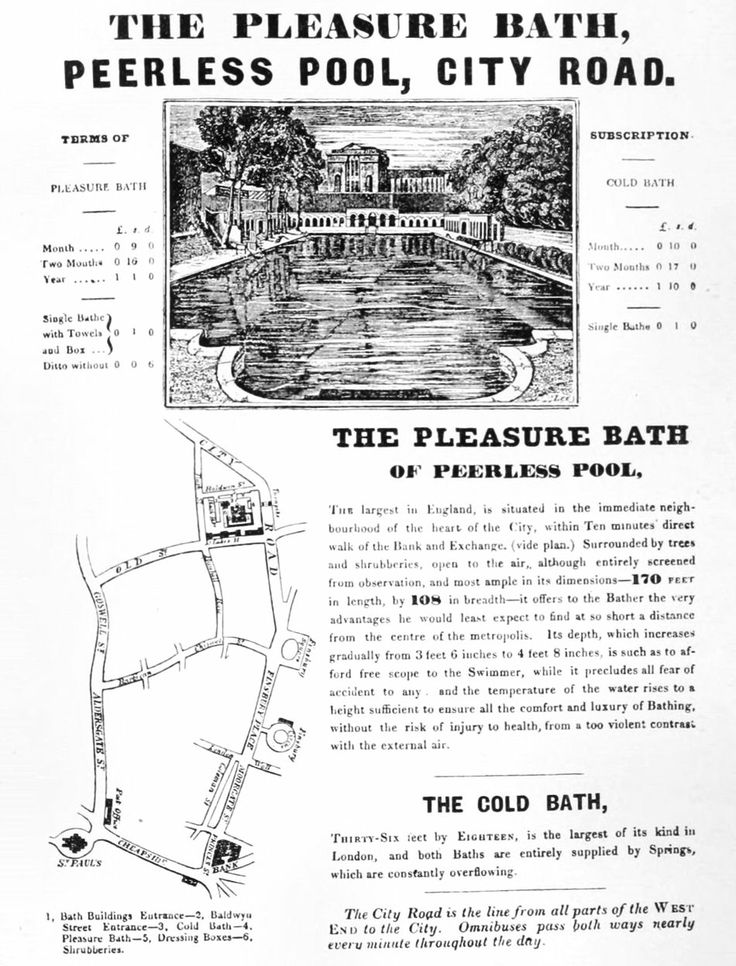
Werbe-Handzettel aus dem Jahre 1846

Der Peerless Pool lag in London in der Nähe der Kreuzung von Old und City Road (dort befindet sich heute ein Kreisverkehr), hinter dem damaligen Standort des psychiatrischen Krankenhauses St Luke’s im Ortsteil Clerkenwell. Der Pool war zunächst ein natürlicher Teich, der von einer Quelle gespeist wurde und oftmals über seine Ufer trat. Die Quelle sei eine der „antiken“ Quellen gewesen, die die Stadt mit Wasser versorgt hätten, so der Autor William Hone. Schon damals wurde er als Badestelle genutzt; da mehrfach junge Männer darin ertrunken waren, erhielt er im Volksmund den Namen Perilous (= gefährlicher) Pool. So waren am 16. Januar 1633 im Teich sechs junge Männer umgekommen, die im Eis eingebrochen waren. Nach diesem Unfall wurde der Duckingpond neere to Clearkenwell vorübergehend zugeschüttet. Der Duckingpond war auch beliebt für die Entenjagd.
1743 erwarb der Londoner Juwelier William Kemp das Gelände und ließ es umgestalten, „to form the completest swimming-bath in the whole world“ („das vollkommenste Schwimmbad der Welt zu gestalten“). Er gab an, dabei an das Gemeinwohl zu denken, da er selbst durch das Baden in dem Teich von seinen Kopfschmerzen befreit worden sei. Um dies zu erreichen, habe Kemp weder Kosten noch Mühen gescheut, so der Historiker William Maitland. Der Grund des Teiches wurde angehoben und das Gelände eingezäunt. Neben einem „luxuriösen Schwimmbad“ ließ Kemp Spazierwege, ein Bowling Green und andere Einrichtungen wie etwa eine kleine Bücherei anlegen, um das Gelände zu einem attraktiven Vergnügungspark zu machen. Die Ufer des Teichs wurden mit Sträuchern und Bäumen bepflanzt. Das Pleasure Bath war 52 Meter lang, über 30 Meter breit und ein bis zwei Meter tief. Es gab einen rund 100 Meter langen Kanal, in dem Fische für Angler ausgesetzt wurden. Zudem gab es ein Cold Bath, das zwölf Meter lang und sechs Meter breit war. Die Becken wurden aus der Quelle gespeist. Kemp gab dem Ort den neuen Namen Peerless (= einzigartiger) Pool.
Badende (mutmaßlich nur Männer) zogen sich in einem Marmor-Vestibül um, um dann über Marmortreppen in den Teich zu steigen, der einen Untergrund aus feinem Kies hatte. Im Winter diente der Teich als Eislauffläche, auch diese eine der ersten in London. Holländische Wasserbauingenieure hatten ihre Schlittschuhe mitgebracht und in London eingeführt. Ein Besuch kostete einen Shilling, das jährliche Abonnement 1 Pfund und zehn Schilling, was nur für die wohlhabenderen Schichten erschwinglich war. 1761 fand auf dem Peerless Pool ein Wettbewerb für maßstabsgetreue Modellschiffe statt, um die Eigenschaften von Schiffen zu testen.
William Hone schrieb 1826:

“On a summer evening it is amusing to survey the conduct of the bathers; some boldly dive, others timorous stand and then descend step by step, unwilling and slow; choice swimmers attract attention by divings and somersets, and the whole sheet of water sometimes rings with merriment.”

„An einem Sommerabend ist es amüsant, das Verhalten der Badegäste zu beobachten; einige tauchen kühn, andere bleiben ängstlich stehen und steigen dann Schritt für Schritt abwärts, widerwillig und langsam; exzellente Schwimmer machen durch Sprünge und Salti auf sich aufmerksam, und manchmal erschallt die ganze Wasserfläche vor Heiterkeit.“

1805 wurde der Peerless Pool von Joseph Watts erworben. Auf einem Teil des Geländes wurde die Baldwin Street gebaut, wozu der Fischteich zugeschüttet wurde. Der Vergnügungspark wurde 1850 geschlossen und das Grundstück überbaut. Bis auf die Straßennamen Peerless Street und Bath Street weist nichts mehr auf die frühere Existenz des Pools hin. Der Name des nahegelegenen Pubs Old Fountain in der Baldwin Street nimmt auf die frühere Quelle Bezug.

## Rezeption
Der Peerless Pool wird in einigen Büchern erwähnt, die in der Regency-Epoche spielen, etwa von Jane Austen und Georgette Heyer. 2002 erschien der Krimi Death in the Peerless Pool von Deryn Lake.